# Olivier Broche
Pour les articles homonymes, voir Broche.
 (avril 2025).
Olivier Broche, né le 18 décembre 1963 à Paris, est un comédien français, également documentariste, lecteur de scénarios, animateur de ciné-club et  programmateur de films.

## Biographie
Après des études de lettres à Paris IV, Olivier Broche suit une formation d'acteur au cours Périmony. Il travaille ensuite pour le théâtre, la télévision et tourne dans divers spots publicitaires.
C'est en 1992 qu'il rejoint la compagnie de Jérôme Deschamps avec laquelle il joue dans Lapin Chasseur, Les Brigands, Le Défilé ou encore Les Précieuses ridicules. Il participe aux Deschiens de 1993 à 2000. Il y incarne le plus souvent le petit enfant, victime de la brutalité et de l'étroitesse d'esprit de ses parents ou de son parrain et de sa marraine. Pendant cette même période, il joue seul en scène Adrien, les mémoires, un texte écrit par François Morel. Par ailleurs il tourne pour le cinéma avec Cédric Klapisch, Coline Serreau, Gérard Oury, Manuel Poirier, Marc-Henri Dufresne, Philippe Le Guay, Blandine Lenoir, Etienne Labroue, Jérôme Bonnell, Agnès Jaoui, Grégory Magne, Joe Wright, Antonin Peretjatko… et pour la télévision avec Thomas Chabrol, Christian de Chalonge, Tonie Marshall, Philomène Esposito, Sam Karmann (10 épisodes de la série Les Bougon), Antony Cordier (OVNI(s))… Il se produit régulièrement dans des fictions pour France Inter et France Culture réalisées par Jean-Matthieu Zand, Cédric Aussir, Alexandre Plank, Laure Elgoroff…
Dans les années 2000, il s'associe à François Magal pour produire des courts métrages dont deux sont présentés en sélection officielle hors compétition au festival de Cannes, Cindy: The Doll Is Mine de Bertrand Bonello et Les Signes de Eugène Green. Il écrit et réalise également des documentaires pour la télévision comme Paul Reynaud, un indépendant en politique et Le Temps des grands ensembles.
Il est lecteur de scénarios de courts et de longs métrages pour divers commissions et en particulier depuis 2001, pour la Collection de courts métrages de Canal+. Entre 2009 et 2019, il est conseiller artistique pour la salle de cinéma d'Art et d'essai de la Scène nationale La Comète de Châlons-en-Champagne et, entre 2013 et 2019, l'un des programmateurs et animateurs, spécialisé dans les courts métrages et les rétrospectives, du festival international de cinéma, War on Screen.
En 2011, il adapte avec François Morel les échanges entre Jean-Louis Bory et Georges Charensol qui eurent lieu au Masque et la Plume dans les années 1960 et 1970. Dans cette pièce, Instants critiques, mise en scène par François Morel, il interprète Jean-Louis Bory aux côtés d'Olivier Saladin qui incarne Georges Charensol et de Lucrèce Sassella, une jeune musicienne et chanteuse. Il a joué depuis dans Le Bourgeon de Feydeau et dans de courtes pièces de Courteline mises en scène par Nathalie Grauwin mais aussi dans L'Or et la Paille de Barillet et Gredy mise en scène par Jeanne Herry, au Théâtre du Rond-Point en mars et avril 2015.
En septembre 2016, il crée au Théâtre des Bernardines à Marseille Moi et François Mitterrand écrit par Hervé Le Tellier et mis en scène par Benjamin Guillard ; spectacle repris ensuite en octobre au Théâtre du Rond-Point et, en 2017, au théâtre La Pépinière et en tournée. De décembre 2017 à mars 2018 il joue au Théâtre de Belleville dans Penser à rien, c'est déjà penser quelque chose de Pierre Bénézit aux côtés d'Anne Girouard et de Vincent Debost. Le spectacle sera repris de mi-janvier à fin février 2021 dans la nouvelle petite salle de La Scala à Paris. Entre-temps il crée en novembre 2020 à Creil et en tournée la pièce de Pascal Reverte Peut-être Nadia autour de la figure de Nadia Comăneci. Jean-Michel Ribes fait appel à lui en 2021 pour jouer au Théâtre du Rond-Point dans sa pièce J'habite ici.

## Filmographie

### Cinéma
- 1991 : Sushi Sushi de Laurent Perrin
- 1992 : Riens du tout de Cédric Klapisch
- 1992 : Les Mamies de Annick Lanoë
- 1994 : Lettre pour L... de Romain Goupil
- 1995 : Fantôme avec chauffeur de Gérard Oury
- 1995 : … à la campagne de Manuel Poirier
- 1996 : La Belle Verte de Coline Serreau
- 1997 : Capitaine au long cours de Bianca Conti Rossini
- 1999 : Merci mon chien de Philippe Galland
- 1999 : Le Voyage à Paris de Marc-Henri Dufresne
- 2002 : La Vérité sur Charlie de Jonathan Demme
- 2003 : Bienvenue au gîte de Claude Duty
- 2004 : Madame Édouard de Nadine Monfils
- 2006 : Du jour au lendemain de Philippe Le Guay
- 2009 : L'Absence de Cyril de Gasperis
- 2011 : L'Élève Ducobu de Philippe de Chauveron
- 2013 : Le Temps de l'aventure de Jérôme Bonnell
- 2013 : 100% cachemire de Valérie Lemercier
- 2014 : Zouzou de Blandine Lenoir
- 2015 : À trois on y va de Jérôme Bonnell
- 2015 : L'Élan d'Etienne Labroue
- 2016 : Voir du pays de Muriel Coulin et Delphine Coulin
- 2016 : L'Idéal de Frédéric Beigbeder
- 2017 : Bad Buzz de Stéphane Kazandjian
- 2017 : Aurore de Blandine Lenoir
- 2017 : L'Exilé de Marcelo Novais Teles
- 2018 : Place publique d'Agnès Jaoui
- 2018 : Les Heures sombres de Joe Wright
- 2020 : Les Parfums de Grégory Magne
- 2021 : La Pièce rapportée d'Antonin Peretjatko
- 2021 : La Place d'une autre d'Aurélia Georges
- 2022 : En corps de Cédric Klapisch
- 2023 : Mon crime de François Ozon
- 2023 : Ma langue au chat de Cécile Telerman
- 2023 : Les Rois de la piste de Thierry Klifa
- 2025 : Fils de de Carlos Abascal Peiró

### Télévision
- 1993 - 1996 : Les Deschiens (série TV)
- 1993 : L'homme de la maison de Pierre Lary
- 1993 : L'homme dans la nuit de Claude Boissol
- 1993 : Grossesse nerveuse de Denis Rabaglia
- 1993 : Chambre froide de Sylvain Madigan
- 1996 : Cubic de Thomas Chabrol
- 1996 : Mariage d'amour de Pascale Bailly
- 2000 : Piège en haute sphère de Aruna Villiers
- 2002 : Les Rencontres de Joelle de Patrick Poubel
- 2002 : Maigret, épisode Maigret chez le ministre de Christian de Chalonge
- 2004 : Quand la mer se retire de Laurent Heynemann
- 2005 : Vénus et Apollon, épisode Soin larmes de caviar de Jean-Marc Vervoort
- 2006 : Mes parents chéris de Philomène Esposito
- 2008 : Marie et Madeleine de Joyce Buñuel
- 2009 : Les Bougon (série TV)
- 2010 : Camus de Laurent Jaoui
- 2010 : Les Bleus, premiers pas dans la police, épisode Un père et manque d'Olivier Barma
- 2011 : Dans la peau d'une grande de Pascal Lahmani
- 2011 : Boule de suif de Philippe Bérenger
- 2011 : La Très excellente et divertissante histoire de François Rabelais d'Hervé Baslé
- 2011 : Le Romancier Martin et Héloïse de Jérôme Foulon
- 2012 : Merlin de Stéphane Kappes
- 2016 : Parents mode d'emploi (série TV)
- 2017 : Holly Weed (série OCS) de Laurent de Vismes
- 2019 : Capitaine Marleau, épisode Veuves mais pas trop de Josée Dayan
- 2019 : The Attaché
- 2021 : OVNI(s) (série Canal+) d'Antony Cordier : Michel Dervaux, ingénieur au CNES
- 2022 : Darknet-sur-Mer (Prime Vidéo)
- 2022 : Emily in Paris : Henri, concierge
- 2024 : Extra. de Jonathan Hazan et Matthieu Bernard
- 2024 : Je ne me laisserai plus faire de Gustave Kervern

## Théâtre
- 1987 : Égarements, de François Lévesque, mise en scène Axelle Farwagi
- 1987 : Les Fourberies de Scapin, de Molière, mise en scène Stéphan Wojtowicz
- 1988 : Feu la mère de Madame, de Georges Feydeau, mise en scène Stéphan Wojtowicz
- 1989 : Lapin Chasseur, de et mise en scène Jérôme Deschamps et Macha Makeïeff
- 1991 : La Veuve, de Pierre Corneille, mise en scène Christian Rist, Théâtre de l'Athénée
- 1992 : Le Grand Ordinaire…, de Macha Makeïeff
- 1993 : Les Brigands, d’Offenbach, mise en scène Jérôme Deschamps et Macha Makeïeff
- 1995: La Journée du Maire, d’Isabelle Philippe, mise en scène Jean-François Philippe
- 1996 : Le Défilé, de et mise en scène Jérôme Deschamps et Macha Makeïeff
- 1997 : Les Précieuses ridicules, de Molière, mise en scène Jérôme Deschamps et Macha Makeïeff, tournée, Odéon-Théâtre de l'Europe
- 2003 : Le Petit Tailleur, de Tibor Harsányi, mise en scène Jean-Marc Talbot et Olivier Saladin
- 2011-2013 :Instants critiques, mise en scène de François Morel, théâtre La Coursive[3], La Rochelle, tournée, Théâtre des Célestins, La Pépinière-Théâtre
- 2013 : Le Bourgeon de Georges Feydeau, mise en scène Nathalie Grauwin, Théâtre de l'Ouest parisien
- 2015 : L'Or et la Paille de Pierre Barillet et Jean-Pierre Gredy, mise en scène Jeanne Herry, Théâtre de l'Ouest parisien, Théâtre du Rond-Point et tournée
- 2016 : Dans les bras de Courteline, pièces de Georges Courteline, mise en scène Nathalie Grauwin, tournée
- 2016-2020: Moi et François Mitterrand, de Hervé Le Tellier, mise en scène Benjamin Guillard, théâtre du Rond-Point et tournée
- 2017-2021 : Penser qu'on ne pense à rien c'est déjà penser quelque chose, de Pierre Bénézit (texte et mise en scène) Théâtre de Belleville, Avignon, tournée
- 2021 : J'habite ici de Jean-Michel Ribes, mise en scène Jean-Michel Ribes, Théâtre du Rond-Point
- 2023 : L'Avare de Molière, mise en scène Olivier Lopez, La Cité Théâtre (Caen)
- 2024 : « Art » de Yasmina Reza, mise en scène François Morel, Théâtre Jean-Vilar (Suresnes), tournée
- 2025 : Peut-être Nadia d'Anne-Sophie Mercier et Pascal Reverte, mise en scène Pascal Reverte, Théâtre La Reine Blanche

## Radio
- 2024 : La Chute de Lapinville, de Benjamin Abitan, Wladimir Anselme et Laura Fredducci (Arte Radio)[4] : Brigadier Untel